# 驚異の世界・ノンフィクションアワー
『驚異の世界・ノンフィクションアワー』（きょういのせかい・ノンフィクションアワー）は、日本テレビ系列局他で放送されていた、日本テレビ製作、KLMオランダ航空協賛のドキュメンタリー番組である。1972年7月6日から1982年9月23日まで、毎週木曜 19:00 - 19:30 （日本標準時）に放送していた。

## 概要
世界各地の自然風景や動物の生態系、日本では余り知られていない、各国独自の文化・風習を、佐野浅夫と中山千夏のナレーションで紹介していた。
中でも、アフリカゾウを特集したシリーズは、撮影に3年もの歳月を掛けており、日テレの当時の取材チームが、世界で初めて、野生の象に特殊機材を取付けての取材を行った。更には「ミスケニヤ」と呼ばれた、メスの象が出産するシーンの撮影も試みた。これは、1980年に『象物語』として映画化もされた。
他に、フランスの海洋学者ジャック＝イヴ・クストーが自ら制作・出演した、海洋ドキュメンタリー作品を「クストーの海底世界」と題して放送した。
当番組は、1973年に科学放送賞を、1975年には放送文化基金奨励賞を、それぞれ受賞した。神奈川県横浜市にある放送ライブラリーには、此の番組のビデオが4本保存されている。
改編期の『木曜スペシャル』拡大時と年末年始には、放送休止と成っていた。また、1980年以降はプロ野球ナイター中継（巨人戦）が19:00開始に成った為、プロ野球シーズン中にも、頻繁に休止していた。
番組提供は当初、講談社の一社提供で在ったが、1973年4月以降、同社を筆頭社とする複数社提供と成っていた。末期に同社はスポンサーを降りた。複数社提供時代には、同社のグループ企業だったブックローン、更には昭和産業等もスポンサーに名を連ねていた。なお講談社がスポンサーだった時期では、番組内のみ福留功男（当時：日本テレビアナウンサー）による「少年少女講談社文庫」（別名「ふくろう文庫）」の生CMが放送された。

## シリーズの終焉
1982年9月23日の放送をもって番組終了。終了の理由として「ゴールデンタイム枠各番組の視聴率強化と併せて、（1982年）4月から新たにドキュメンタリー番組が1本増えたので、制作スタッフが不足したという問題もあった」（当時の日本テレビ編成局部長・漆戸靖治 談）ことを挙げている。
これにより、1962年1月に放送開始した『ノンフィクション劇場』から中断期間ありつつ続いた「ノンフィクション」シリーズは20年9か月の歴史に幕を降ろした。

## 提供スポンサー
- 講談社一社提供
- ブックローン
- 日本ビクター(現:JVC KENWOOD)
- 森永乳業
- 昭和産業
- 和光証券(現:みずほ証券)

## 放送局
- 日本テレビ（製作局）
- 札幌テレビ
- 青森放送（1977年4月から遅れネットで放送開始、月曜17:00〜17:30）[5]
- テレビ岩手[5]
- 秋田放送（最末期(1980年代前半)に、土曜17:30から遅れネット)
- ミヤギテレビ（在仙民放4局化が完了した1975年10月から）
- 福島中央テレビ（1981年10月から）
- 山形放送（1980年3月迄） → 山形テレビ（1981年4月から、放送当時フジテレビ系列）
- 新潟放送（1981年3月迄、遅れネット） → テレビ新潟（サービス放送開始直後の1981年3月26日から[6]）
- 北日本放送（金曜 17:25 - 17:50にて遅れネット）[7]
- 北陸放送（1974年頃は金曜 19:00 - 19:30にて遅れネット）[8]
- 信越放送 (1977年4月1日から9月30日迄[9])→テレビ信州（1980年10月開局から）
- テレビ静岡（1975年4月から静岡第一テレビ開局迄、金曜19:00から遅れネット） → 静岡第一テレビ（1979年7月開局から）
- 名古屋テレビ（1973年3月迄、本来の時間帯にNET『クイズタイムショック』放送の為、遅れネット） → 中京テレビ（中部広域圏のネット整理が完了した1973年4月から）
- よみうりテレビ
- 広島テレビ（クロスネット時代には、日曜朝に遅れネット、在広民放4局化が完了した1975年10月からは同時ネット）
- 日本海テレビ
- 西日本放送
- 南海放送（1980年頃に、木曜19:00から放送していたが、遅れネットの上、スポンサーも差替え）
- 福岡放送
- テレビ長崎（日曜夕方に遅れネット)
- 熊本放送（金曜19:00から遅れネット、ローカルスポンサー）→ 熊本県民テレビ（1982年4月開局から）
- テレビ大分（火曜19:30から遅れネット）
- 南日本放送（1981年頃に木曜19:00から放送。同時か遅れネットかは不明。ローカルスポンサー）
- 琉球放送

## 関連番組
- ノンフィクション劇場
- ノンフィクションアワー
- トヨタ日曜ドキュメンタリー 知られざる世界
- 日立ドキュメンタリー すばらしい世界旅行

| 日本テレビ系列 木曜19:00枠                               | 日本テレビ系列 木曜19:00枠                                          | 日本テレビ系列 木曜19:00枠                                                |
| 前番組                                                   | 番組名                                                              | 次番組                                                                    |
| -------------------------------------------------------- | ------------------------------------------------------------------- | ------------------------------------------------------------------------- |
| ヨーイ・ドン!!（第2期） （1972年6月1日 - 1972年6月29日） | 驚異の世界・ノンフィクションアワー （1972年7月6日 - 1982年9月23日） | ときめきトゥナイト （1982年10月7日 - 1983年9月22日） 【ここからアニメ枠】 |